# Антисейсмическое проектирование
Антисейсмическое проектирование — в общем смысле это комплекс специальных технических мероприятий, направленных на обеспечение сейсмической защищенности вновь проектируемых или реконструируемых объектов различных областей строительства и энергетики.

Под сейсмической защищенностью объектов обычно подразумеваются такие понятия, как сейсмопрочность, сейсмостойкость (наиболее употребляемый и обобщённый термин) и их редко употребляемый синоним — сейсмоустойчивость.
Антисейсмическое проектирование включает в себя следующие направления деятельности:
- Изучение сейсмического воздействия, систематизацию и накопление исходных данных к расчетам сейсмостойкости наземных зданий и сооружений, технологического оборудования и трубопроводов, различного этапа конструкций.
- Выявление и исследование характеристик объектов, повышающих или снижающих их сейсмостойкость.
- Разработку специальных конструкций, устройств, систем и средств, обеспечивающих сейсмостойкость проектируемых и реконструируемых объектов.

Для успешного осуществления целей и задач антисейсмического проектирования необходимо наличие методического, программного и нормативного обеспечения проектных